# Marija Grigor'evna Skuratova-Bel'skaja
Marija Grigor'evna Skuratova-Belskaja (in russo Мария Григорьевна Скуратова-Бельская?) (1552 circa – Mosca, 20 giugno 1605), fu zarina di Russia in quanto sposa dello zar Boris Godunov. Marija Grigor'evna fu madre dello zar Fëdor II di Russia.

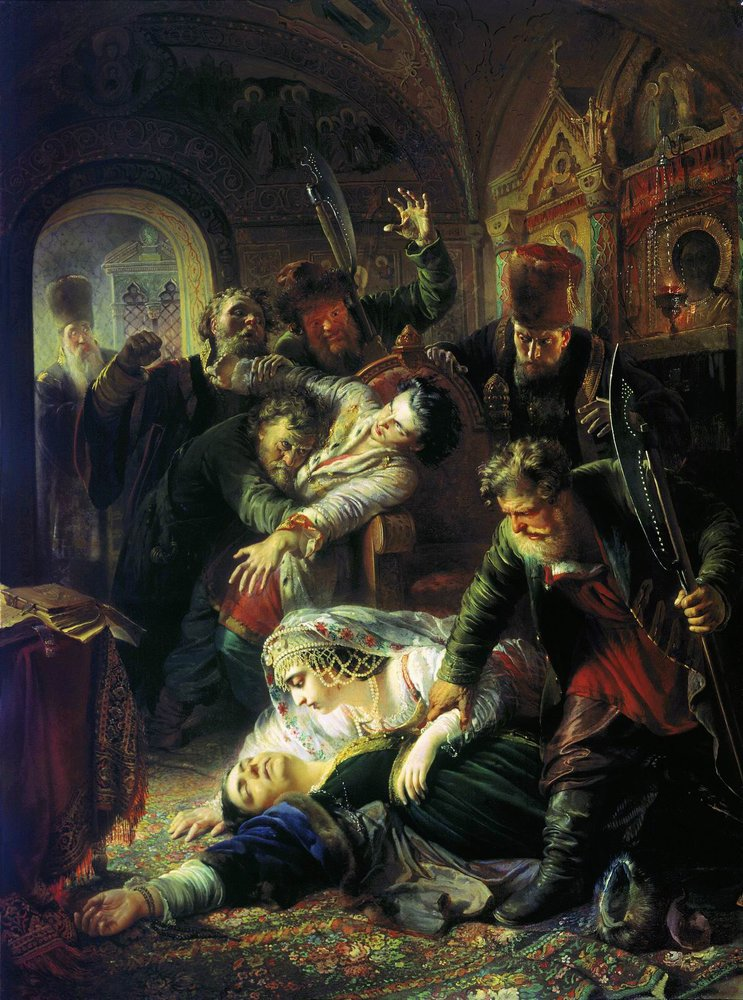
Konstantin Makovskij - Agenti del Falso Dmitrij uccidono Fëdor Godunov e sua madre, 1862, Galleria Tret'jakov, Mosca.

Attorno al 1570 Godunov rafforzò la sua posizione alla corte di Ivan il terribile sposando Maria Grigor'evna Skuratova-Bel'skaja quale figlia di Maljuta Skuratov, favorito alla successione al trono di Russia.
Il 20 giugno 1605 fu presumibilmente strangolata con il figlio Fëdor nei suoi appartamenti.

## Discendenza
Dal matrimonio con Boris Godunov nacquero:
- Fëdor Borisovič Godunov, successore come zar per breve tempo al padre;
- Ksenija Borisovna Godunova, 1581–1622, fattasi suora con il nome di Olga.